# アルフレッド・ジョイ
アルフレッド・ハリソン・ジョイ（Alfred Harrison Joy, 1882年9月23日 - 1973年4月18日） はアメリカ合衆国の天文学者。
4000を越える恒星の分光視差のデータをアダムス、ヒューメイソンらと出版した。分光学的観測によって、ミラに伴星のあることを示した。恒星の進化段階の若い星である、おうし座T型星を発見した。
グリーンビル・カレッジ、オーベリン・カレッジを卒業し、10年間ベイルート・アメリカン大学の教授、天文台長になった。1914年アメリカに戻り、ヤーキス天文台で働いた。1916年からウィルソン山天文台で、天体までの距離を測定するプロジェクトに参加した。ウィルソン山天文台で1952年まで働いた。多数の恒星の分光視差を測定したほか、銀河の暗黒星雲を観測し特徴的な変光星（おうし座T型星）を発見し、その研究を行った。1949年からアメリカ天文学会の会長になった。

## 賞・叙勲等
賞
- ブルース・メダル 　（1950年）

命名
- 月のクレーター：ジョイ